# لوتزيغن
لوتزيغن (بالألمانية: Leuzigen) هي بلدية ضمن مقاطعة سيلاند في كانتون برن بسويسرا. تبلغ مساحتها 10.3 كيلومتر مربع، ويقدر عدد سكانها بـ 1251 نسمة (حسب تعداد ديسمبر 2015).